# NHL 07
NHL 07 je hokejová videohra ze série NHL vydaná 12. září 2006, nástupce videohry NHL 06. 

## Gameplay
NHL 07 má kromě NHL také 4 evropské ligy - Deutsche Eishockey Liga, Elitserien, SM-liiga a Tipsport Extraliga. Zápasy komentují Gary Thorne a Bill Clement ve verzi pro Xbox 360. V ostatních verzích komentují zápasy Jim Hughson a Craig Simpson. Hra je plná nových realistických prvků a zlepšení jako například stickhandling a širší paleta řídících systémů. Verze pro Xbox 360 je vybavena zcela novou grafikou, zatímco ostatní verze hry zaostávají co se týče grafické stránky. NHL 07 je také jediná verze z herní série, která je přístupná pro PSP. Další novinky - Větší počet hráčů, paměťová karta, vlastní zvuková stopa, paměťové bloky, Dolby Digital, Online – Co-Op, 480p, 720p, obsah ke stažení, online, Local – Počet hráčů v kooperaci, 1080i
Hra je doplněna komentářem Roberta Záruby a Petra Vichnara v české verzi hry. 

## Demo
Demo pro Xbox 360 bylo vydáno přes Xbox Live Marketplace dne 7. září 2006, nabízí zápas mezi týmy Edmonton Oilers a Carolina Hurricanes.

## Soundtrack
| NHL 2007 Soundtrack     | NHL 2007 Soundtrack                   |
| Umělec                  | Písnička                              |
| ----------------------- | ------------------------------------- |
| Anti-Flag               | "This is the End (For You My Friend)" |
| Bloodpit                | "Platitude"                           |
| Cute Is What We Aim For | "There's a Class for This"            |
| Gatsbys American Dream  | "Theatre"                             |
| Good Riddance           | "Darkest Days"                        |
| Goodnight Nurse         | "My Only"                             |
| The Hellacopters        | "Bring it on Home"                    |
| Hurt                    | "Unkind"                              |
| Inkwell                 | "Ecuador is Lovely This Time of Year" |
| Mashlin                 | "The Shore"                           |
| Mobile                  | "Montreal Calling"                    |
| NOFX                    | "Wolves in Wolves' Clothing"          |
| Pilate                  | "Barely Listening"                    |
| Pistolita               | "Beni Accident"                       |
| Priestess               | "Talk to Her"                         |
| Protest the Hero        | "Divinity Within"                     |
| Quietdrive              | "Rise from the Ashes"                 |

## Hodnocení
Hra získala "pozitivní hodnocení" na všech různých platformách kromě PC, kde získala "průměrná hodnocení" podle stránky Metacritic. 

## České týmy ve hře (Podle tehdejších oficiálních názvů)
HC Sparta Praha, HC Znojemští Orli, HC České Budějovice, HC Slavia Praha, Bílí Tygři LIberec, HC Hamé Zlín, HC Vítkovice Steel, HC Oceláři Třinec, HC Moeller Pardubice, HC Energie Karlovy Vary, HC Lasselsberger Plzeň, HC Chemopetrol Litvínov, HC Rabat Kladno, Vsetínská hokejová. 